# Ruth Jacott
Ruth Jacott (Paramaribo, 2 settembre 1960) è una cantante olandese.
Nel 1993 ha partecipato all'Eurovision Song Contest in rappresentanza dei Paesi Bassi con il brano Vrede, classificandosi al sesto posto.

## Discografia
- 1993 - Ruth Jacott
- 1994 - Hou me vast
- 1995 - Geheimen
- 1997 - Hartslag
- 1998 - Altijd dichtbij: De hitcollectie
- 1999 - Vals verlangen
- 2000 - Live in Carré
- 2002 - Tastbaar
- 2004 - Het beste van Ruth Jacott
- 2009 - Passie
- 2010 - A tribute to Billie Holiday